# IBAN (албум)
IBAN е вторият студиен албум на музикалната българска рок група Светльо & The Legends, издаден в 2011 година.

## Песни
1. Боли ме гъза
2. Усмихнат
3. ЧМР
4. IBAN
5. Anything
6. Рамбо Силек/Първа кръв
7. Ace of Spades
8. CMR
9. Коледа за напреднали
10. Фани (Повърхностни рани)
11. Месо на шиш (пародия на поп-песента „Семеен спомен за Поморие“ от Стефка Берова и Йордан Марчинков)